# 切列什尼夫卡
50°29′13″N 25°49′30″E / 50.48694°N 25.82500°E
切列什尼夫卡（烏克蘭語：Черешнівка），是烏克蘭的村落，位於該國西北部羅夫諾州，由杜布諾區負責管轄，面積0.04平方公里，海拔高度260米，2001年人口179，人口密度每平方公里4,162.8人。